# Ernst Siemerling
Ernst Siemerling (Müssow, 9 settembre 1857 – Berlino, 6 gennaio 1931) è stato un neurologo e psichiatra tedesco.

## Biografia
Nel 1882 ottenne il dottorato in medicina dall'Università di Marburgo. Nel 1883-84 fu assistente presso la clinica psichiatrica di Halle e successivamente assistente di Karl Westphal (1833-1890) presso la clinica psichiatrica di Berlino.
Nel 1888 conseguì l'abilitazione per neurologia e psichiatria, in seguito fu nominato professore e direttore della clinica psichiatrica all'Università di Tubinga (1893). Nel 1900  lavorò presso l'Università di Kiel, dove rimase fino al suo ritiro nel 1926.
Nel 1923, con Hans Gerhard Creutzfeldt (1885-1964), descrisse adrenoleucodistrofia, una rara malattia che a volte viene chiamata "malattia di Siemerling-Creutzfeldt". Con Oswald Bumke (1877-1950), fu direttore dell'Archiv für Psychiatrie und Nervenkrankheiten, e con Otto Binswanger (1852-1929), fu co-autore di Lehrbuch der Psychiatrie, un libro di testo sulla psichiatria pubblicato in diverse edizioni.